# Бої за Вільхівку
Бої за Вільхівку — серія боїв у Вільхівці та околицях, що відбувалися з лютого по квітень 2022 року в ході російського вторгнення в Україну. 

## Хід подій

### Лютий
24 лютого 2022 року почалися бої за село. 

### Березень
24 березня село було окуповано російськими військами.
27 березня 2022 року село звільнене від військ РФ. 
24 травня розпочалося відновлення газопроводу.

## Див.також
- Російське вторгнення в Україну (з 2022)

- Східний театр воєнних дій російсько-української війни